# Vito Vendetta
Vito Vendetta (ehemals Don Vito, bürgerlich Vito Palmieri, * 1981) ist ein deutscher Rapper und  Profiboxer aus Frankfurt-Sossenheim.

## Leben
Vito Vendetta, Sohn italienischer Einwanderer, verbrachte seine Jugend in Frankfurt-Sossenheim. Er begann in früher Jugend zu rappen. Anfangs schrieb er seine Texte noch auf Englisch, bald jedoch auf Deutsch. In Zusammenarbeit mit dem Frankfurter Musikproduzenten Gernot Dechert veröffentlichte Don Vito 2001 sein Debütalbum Die Botschaft im Eigenvertrieb. Zwei Jahre darauf folgte das zweite Album Ausnahmezustand. Der Tonträger erschien über das neugegründete Label Raplic.Records und wurde ebenfalls von Gernot Dechert produziert.
Im Jahr 2005 veröffentlichte Don Vito gemeinsam mit Amok Marok die EP Feierabend.
2009 veröffentlichte er sein drittes Soloalbum Und dann kam V über Bodensee Records/Intergroove. Darauf trat er nur noch mit seinem neuen Künstlernamen Vito Vendetta auf. Auf dem Album waren Gastbeiträge von Bass Sultan Hengzt, Tone, Savant des Rimes, Sebastian Hämer, Sherita und Illmatic enthalten. Produziert wurde der Tonträger unter anderem von Rizbo und Screwaholic. 2013 veröffentlichte Vito Vendetta sein Soloalbum Puppenspiel mit Gastbeiträgen von Jan Färger und David Petras. Produziert wurde es unter anderem von Dj Release, Milan Martelli, Sinch Beats und Bounce Brothas. 2019 kam die EP Pech & Schwefel, Vito Vendetta und Shadn.
Vito Vendetta veröffentlicht sein Album V für immer im Mai 2023. Produziert wurde das Album von Dj Release. Gäste wie Azad und Savant des Rimes begleiten den Rapper.

## Diskografie
- 2001: Die Botschaft (als Don Vito)
- 2003: Ausnahmezustand (als Don Vito)
- 2005: Feierabend (EP mit Amok Marok als Don Vito)
- 2009: Und dann kam V
- 2013: Puppenspiel
- 2018: Magier (Freetrack)
- 2019: Ole Pech & Schwefel (Single, Vito Vendetta & Shadn)
- 2019: Asozial (Vito  Vendetta, Shadn.Hecktiker)
- 2019: Pech & Schwefel (Single, Vito Vendetta & Shadn)
- 2019: Diese Stadt brennt (Single, Vito Vendetta)
- 2019: Feuerfrei (Single, Vito Vendetta feat. Jeyz & Shadn)
- 2020: CLS (Single, Vito Vendetta feat. Shadn)
- 2020: Ultimo Giorno (Single, Vito Vendetta feat. Steve & Jan Färger)
- 2021: Gift (Single, Vito Vendetta)
- 2022: Fake Love (Single, Vito Vendetta)
- 2022: Initium Novum (Single, Vito Vendetta)
- 2023: BLCDMI (Single, Vito Vendetta feat. Umut Savant des Rimes)
- 2023: Psyche Kaputt (Single, Vito Vendetta)
- 2023: Lade nach (Single, Vito Vendetta)
- 2023: V für immer (Album, Vito Vendetta)
- 2024: Lade nach 2.0 (Single, Vito Vendetta feat. Umut)

Sonstige
- 2008: Hiphop.de Exclusive (Freetrack)
- 2009: Le Bombardement (feat. Savant des Rimes, Tone & Freeman) (Juice-Exclusive! auf Juice-CD #99)
- 2010: Doppel V (Freetrack)
- 2009: und dann kam V
- 2013: Puppenspiel
- 2018: Magier (Freetrack)
- 2019:  EP Pech & Schwefel (Vito Vendetta und Shadn)

## Belege
1. ↑  Rapper Vito Vendetta: Rausgeboxt
2. ↑  Liste der Produktionen von Gernot Dechert (Memento des Originals vom 10. September 2010 im Internet Archive)  Info: Der Archivlink wurde automatisch eingesetzt und noch nicht geprüft. Bitte prüfe Original- und Archivlink gemäß Anleitung und entferne dann diesen Hinweis.
3. ↑  Releaseinformationen bei Discogs
4. ↑  Vito Vendetta veröffentlicht „Und dann kam V“. 16bars.de, 10. August 2009

| Personendaten    | Personendaten                               |
| ---------------- | ------------------------------------------- |
| NAME             | Vendetta, Vito                              |
| ALTERNATIVNAMEN  | Palmieri, Vito (wirklicher Name); Vito, Don |
| KURZBESCHREIBUNG | deutscher Rapper                            |
| GEBURTSDATUM     | 1981                                        |